# Ramphidium
Ramphidium is een geslacht van vlinders van de familie snuitmotten (Pyralidae), uit de onderfamilie Chrysauginae.

## Soorten
- R. gigantalis Jones, 1912
- R. pselaphialis Ragonot, 1891
- R. surinamense Möschler, 1880
- R. trahalis Geyer, 1837